# Base San Clemente di Ocrida

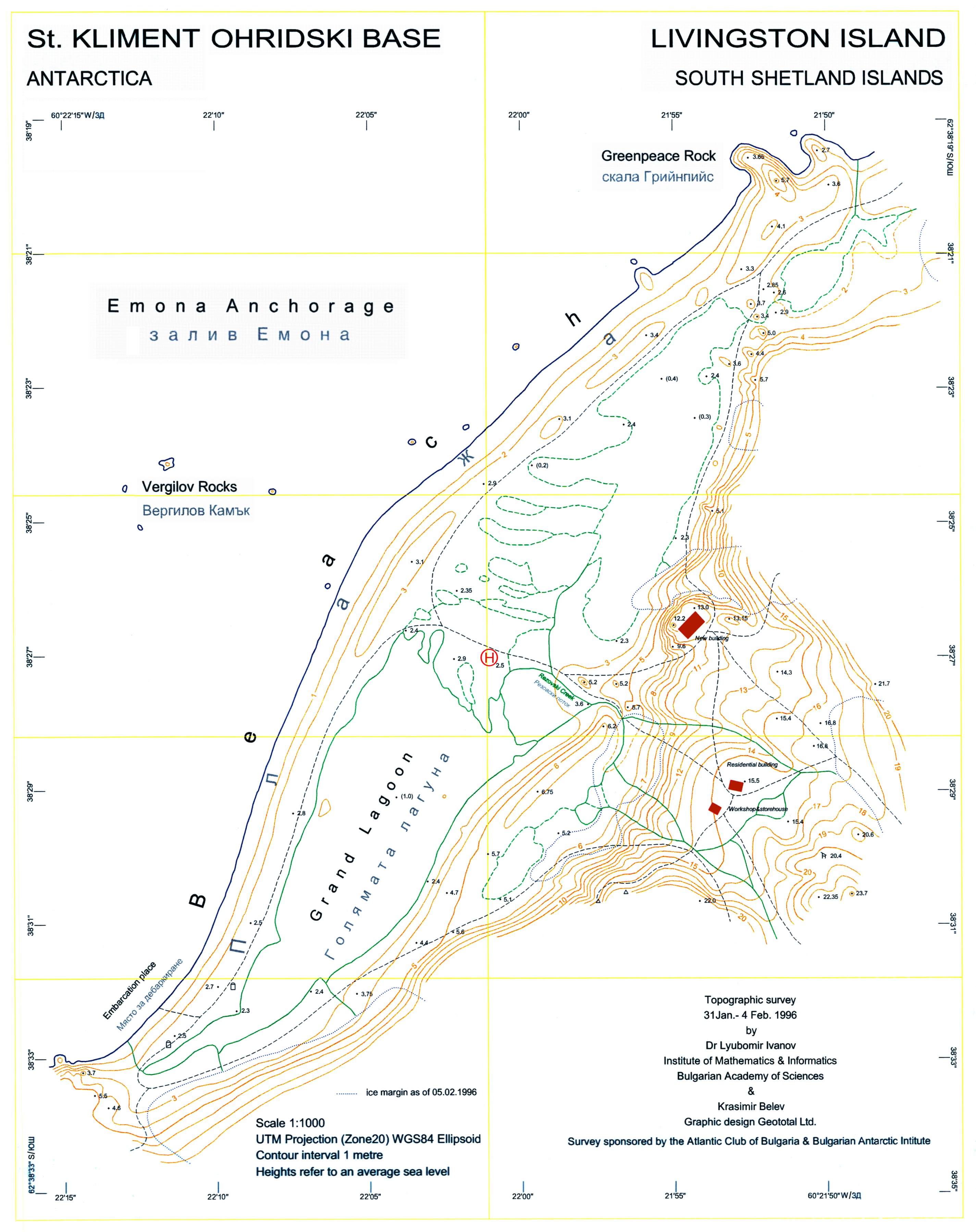
Carta topografica del settore della base, 1996

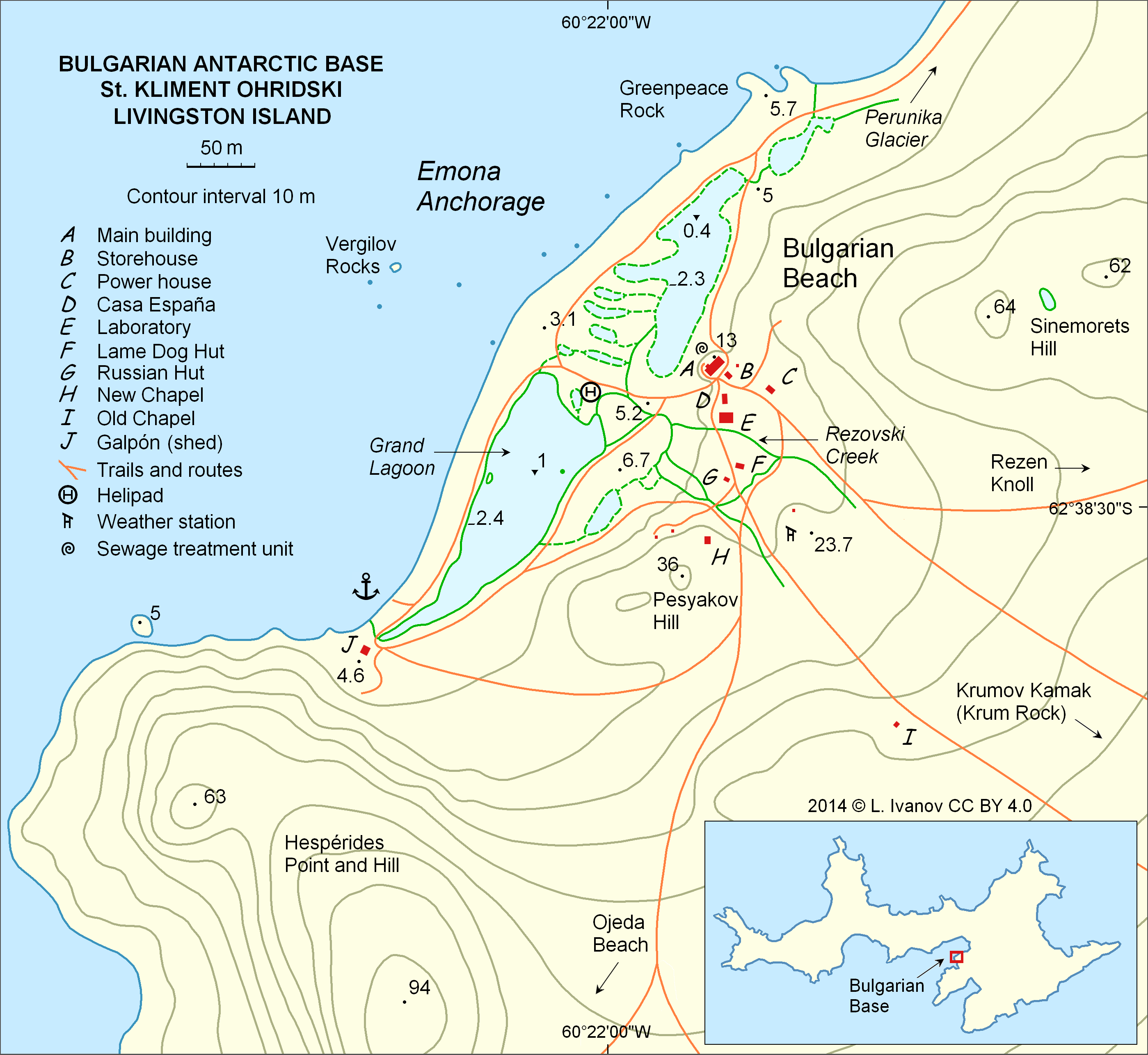
Carta topografica del settore della base, 2014

San Clemente di Ocrida (in bulgaro Свети Климент Охридски?, Svetí Klíment Óhridski) (62°38'29"S, 60°21'53"O) è una base bulgara sull'Isola Livingston, nelle Shetland Australi, in Antartide. La base, denominata inizialmente Rifugio Università di Sofia, dal 1993 è intitolata a san Clemente di Ocrida (840-916), prominente studioso e primo vescovo bulgaro, che lavorò per re Boris I di Bulgaria.
La base è situata a 130 m dall'Ancoraggio di Emona nella Baia Sud, che è utilizzato per il trasferimento di persone e carichi mediante zodiacs. In estate il territorio della base è attraversato dal torrente Rezovo, che fornisce una riserva d'acqua.
Le prime due installazioni della base sono state costruite nell'aprile 1988 dalla prima spedizione antartica bulgara, e più tardi erano riaperte nel 1993. Un edificio nuovo è stato aggiunto nel 1996-98.  Il primo edificio della Chiesa ortodossa in Antartide, la cappella di San Giovanni di Rila, è stato costruito nel 2003. Un ufficio postale bulgaro opera a San Clemente di Ocrida dal 1995.

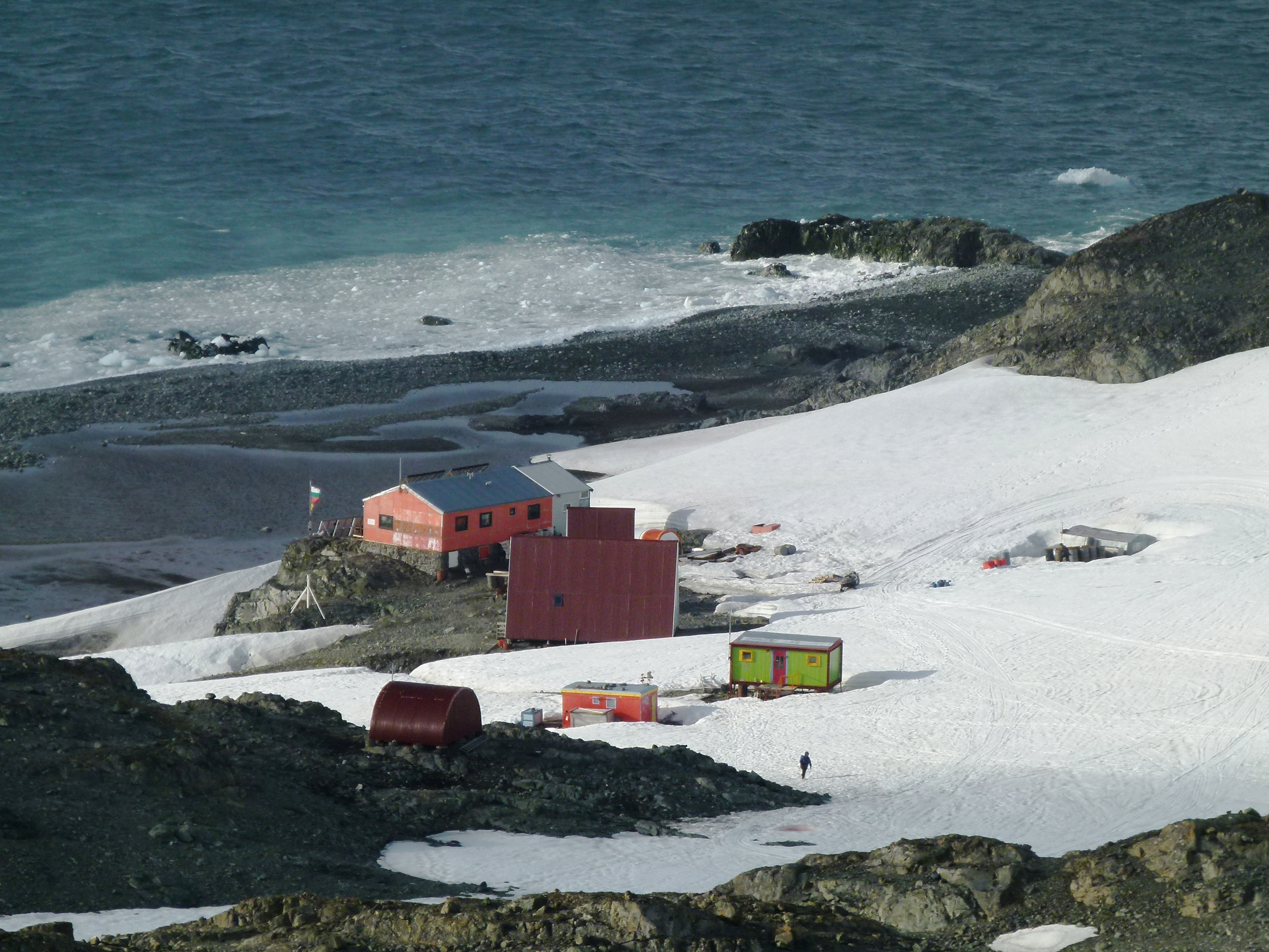
La base nel 2012

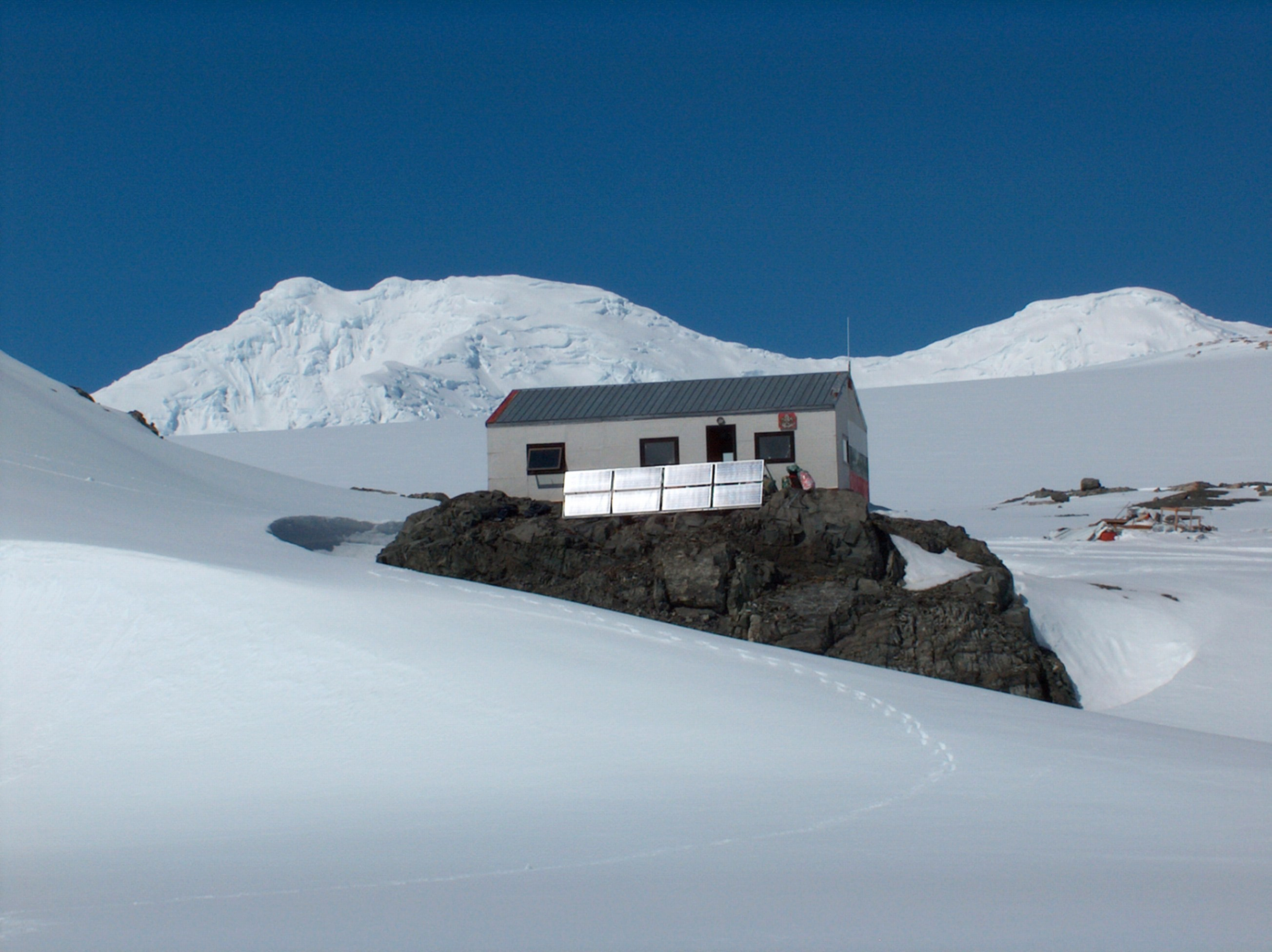
La casa principale di San Clemente di Ocrida

La base è visitata regolarmente da rappresentanti delle istituzioni nazionali responsabili delle attività bulgare nell'Antartide, compreso il Presidente Georgi Părvanov della Bulgaria nel gennaio 2005.
La localizzazione della base è molto comoda, con buoni itinerari al nevaio Balkan, alle creste di Burdick, Pliska e Bowles, ai Monti Tangra, e ad altre regioni nell'interno dell'isola Livingston. La località di Campo Accademia è situata 11 km ad est di San Clemente di Ocrida. La base antartica spagnola Juan Carlos I è situata 2,7 km a sud-sudovest, e collegata o con barche zodiacs o con un itinerario terrestre di 5,5 km.

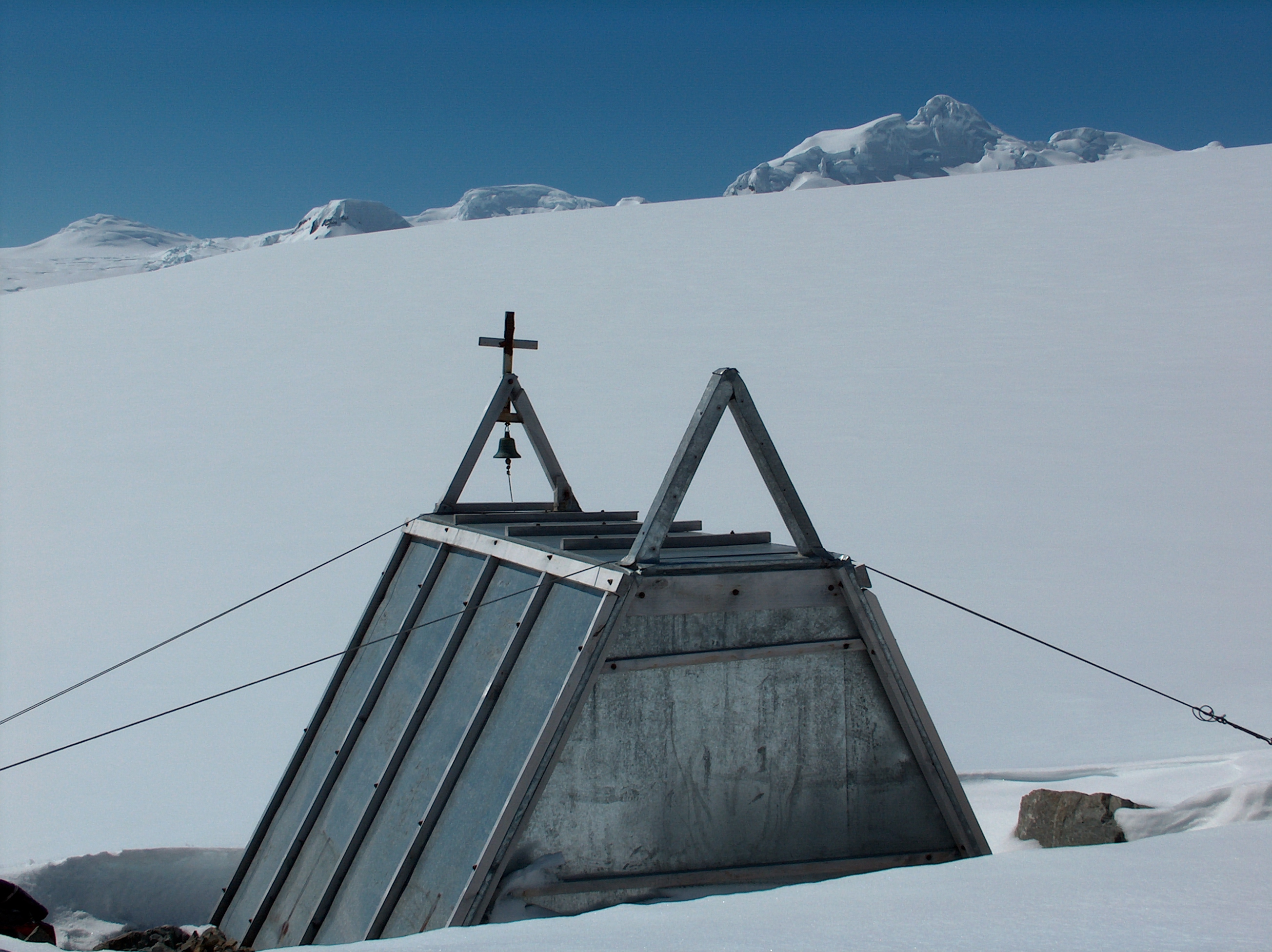
La cappella di sant'Ivan Rilski

San Clemente di Ocrida è utilizzata da scienziati bulgari e di molte altre nazioni per ricerche in geologia, biologia, glaciologia, topografia, ed informazione geografica. La base è visitata inoltre da navi turistiche provenienti da Punta Hannah, uno dei luoghi turistici più popolari nell'Antartide, che è situata soltanto 12 km più ad ovest.

## Bibliografia

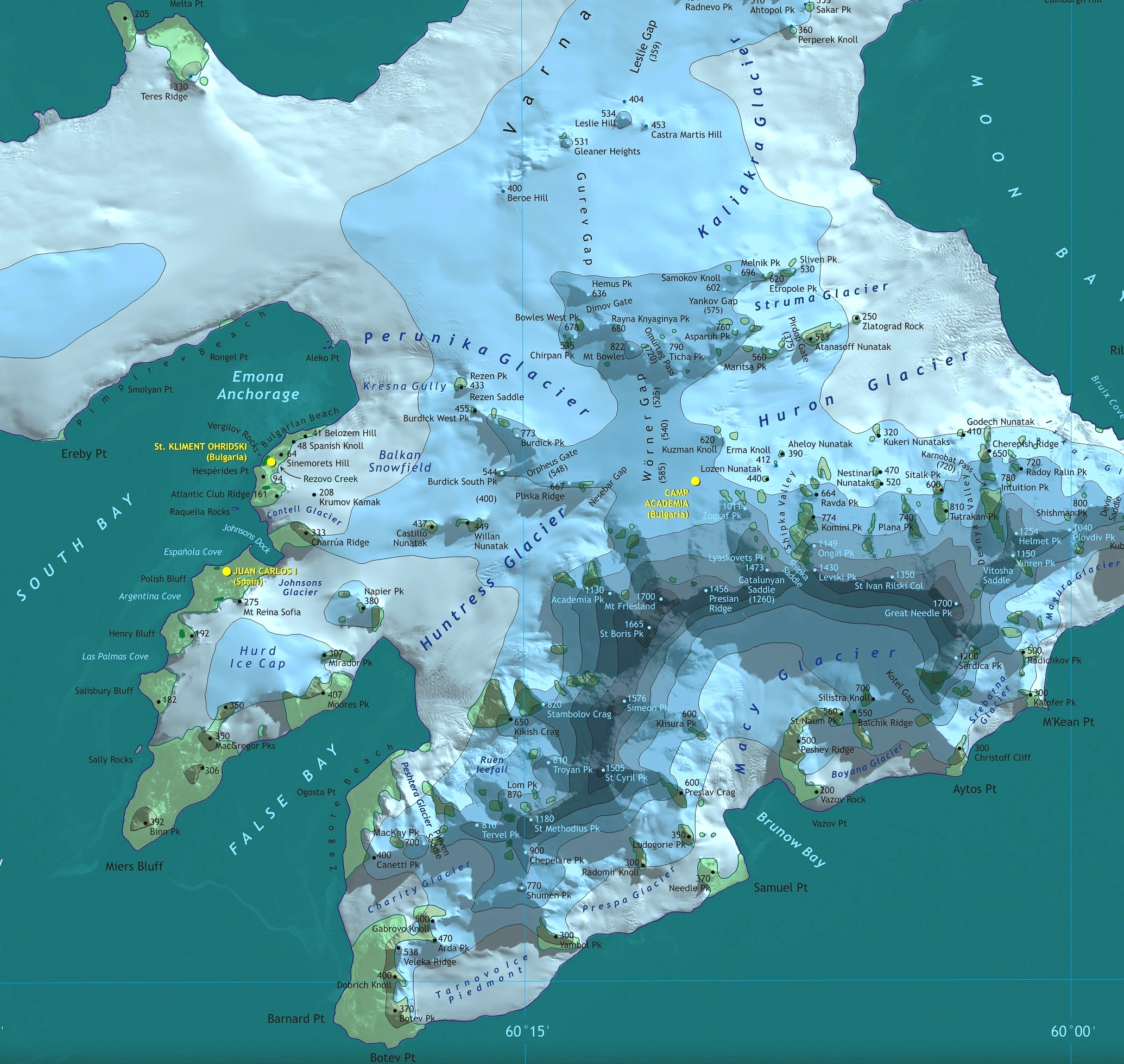
La regione centrale dell'Isola Livingston con San Clemente di Ocrida, Juan Carlos I, e Campo Accademia